# Комтурство Динабург
Комтурство Динабург — одно из комтурств в составе земель, которыми в подчинённой Прибалтике владел крупный феодальный сеньор — Ливонский орден. 

## Краткая история
Комтурство продолжало существовать до 1559 года, когда разгорелся крупный вооружённый конфликт между русским царём Иваном IV и правителями Ливонской конфедерации, и комтурства начали распадаться в результате поражений, которые терпел орден от русских войск. Резиденция командора, орденского военного наместника, располагалась на правом берегу Двины, в старом Динабургском замке, который находился там, где сейчас административно располагается Науенская волость Латвии. Последний динабургский командор Георг в 1559 году был вынужден оставить свою резиденцию в динабургской крепости из-за постоянной угрозы скорого военного вторжения армии противника. Главной причиной, почему комтур вынужден был покинуть место своего пребывания, было юридическое подчинение Динабурга Задвинского герцогству (под контролем Польши), в состав которого комтурство было включено. Дело в том, что Ливонский орден заложил эти земли Великому княжеству Литовскому и польскому королю Сигизмунду II Августу.

## Комтуры Динабурга
Список динабургских комтуров:
Примерно в 1245 первым комтуром был назначен Генрих фон Зассендорп. Замка нет до 1275 года и комтура не существует.
- 1367: Дитрих Фрейтаг (Dietrich Freitag);
- 1387—1390: Бернхард Хевельман (Bernhard Hövelmann);
- 1414—1417: Иоганн Швартхоф (Johan Schwarthof);
- 1422—1427: Хейнрих фон Ферст (Heinrich von der Vaerst);
- 1431: Вольтер фон Лоэ (Wolter von Loe);
- 1436—1437: Бруно фон Хиршберг (Bruno von Hirschberg);
- 1439—1442/1445: Хейнрих Шпренге (Heinrich Sprenge);
- 1445—1446: Хейнрих Вельдеге (Heinrich Weldege);
- около 1450 Иоганн фон Крикенбек, которого также именовали Шпором фон Гертен;
- 1451: Конрад фон Фиттингоф (Konrad von Vietinghoff);
- 1471: Эберхард Лаппе фон Рур (Eberhard Lappe von der Ruhr);
- 1473—1476: Энгельберт Лаппе фон Кёнинген  (Engelbrecht Lappe von Köningen);
- 1481—1484: Вильгельм фон Беннингсгаузен (Wilhelm von Bönninghausen);
- 1495—1501: Иоганн Финке фон Оверберг (Johann Vincke von Overberg);
- 1502—1510: Вальтер фон Плеттенберг (Wolter von Plettenberg);
- 1513—1525: Генрих Платер (Heinrich Plater);
- 1527—1535: Иоганн фон Эйкель (Johann von Eickel);
- 1535—1554: Иоганн Вильгельм фон Фюрстенберг (Wilhelm Fürstenberg);
- 1554—1558: Готтхард Кеттлер (Gotthard Kettler);
- 1558—1559: Георг фон Зебург цу Вишлинген (Georg von Syburg zu Wischlingen).